# اوینیون
اَوینیون (به فرانسوی: Avignon) نام بخشی در ناحیه پروانس آلپ-کوت دازور (به فرانسوی: Provence-Alpes-Côtes d'Azur) فرانسه است. کمونی در جنوب شرقی فرانسه در بخش وکلوز در ساحل چپ رودخانه رون است.
جمعیت این بخش، طبق برآرود سال ۲۰۰۴ (میلادی) میلادی ۸۹٬۳۰۰ نفر و جمعیت شهر آوینیون ۲۹۰٬۴۶۶ نفر است.
یکی از مکان‌هایی که باعث شهرت این شهر شده‌است مجموعه کاخ‌های پاپ است. این مجموعه یکی از مهم‌ترین بناهای مربوط به قرون وسطی در فرانسه‌ است. جان استوارت میل، فیلسوف و نظریه پرداز تاثیرگذار بریتانیایی در این شهر درگذشت.

## جغرافیا
آوینیون مرکز دپارتمان ووکلوس است.
این شهر در حاشیه کناری رود رون و چند کیلومتر بالاتر از همریزگاه رود دورانس رو رود رن واقع شده‌است.
فاصله آوینیون نسبت به پاریس ۵۸۰ کیلومتر است.